# Аррабе
Аррабе или Арраба (ивр. עראבה‎, араб. عرابة‎) — арабский город в северном округе Израиля. Его площадь составляет 8063 дунамов. Получил статус местного совета в 1965 году и статус города в 2016 году.

## История
В V или VI веке в поселении жили христиане, об этом свидетельствует церковь с мозаичным полом и обнаруженные там надписи. Аррабе стал городом в 2016 году.

## Население
По данным Центрального статистического бюро Израиля, население на начало 2020 года составляло 25 833 человека.
Ежегодный прирост населения — 1,3 %.
85,3 % учеников получают аттестат зрелости.
Средняя зарплата на 2021 год — 7,826 шекелей (средняя по стране — 11,330).

## Спорт
В городе базируется футбольный клуб «Ахва Арабэ».

## Известные уроженцы
- Ясин, Нусейр — американский блогер и ютубер.